# Jane Crulci
Jane Elizabeth Crulci (Jane Hamilton-White; * 1964, Südafrika) war Richterin des Supreme Court of Nauru von 2014 bis 2017.

## Leben
Crulci erhielt ihre Zulassung (was called to the Bar) durch The Inner Temple 1990 nach abgeschlossenen Post-Graduate-Studien an der Inns of Court School of Law in London. Sie arbeitete in sieben Ländern des Commonwealth of Nations als Barrister sowie in der Entwicklung des Rechts- und Rechtsprechungs-Sektors und in der Justiz. 
Sie arbeitete als Kronanwältin in der Strafverfolgung nach Konflikten in Großbritannien, Australien, Fidschi und den Salomonen, als Principal Magistrate of the Solomon Islands (c. 2003-2005), sowie als Public Solicitor von St. Helena (South Atlantic Ocean; c. 2006-2008), als Justice Sector Adviser in Papua-Neuguinea (c.2008-2011) und als Richterin des Supreme Court of Nauru (c.2014– 2017).
Sie war die erste weibliche Principal Magistrate der Solomon Islands und die erste weibliche Richterin in Nauru.